# Stora Zimbabwe
Stora Zimbabwe (Great Zimbabwe) var en medeltida stad, numera ruinstad, i Zimbabwe,sydost om staden Masvingo (tidigare Fort Victoria) i den sydöstra delen av landet. Den upptogs på Unescos världsarvslista 1986.

## Historia
Ziimba remabwe betyder ungefär den storslagna stenbyggnaden på shona och är fornlämningarna efter en stad, troligtvis huvudstaden, i det stora Munhumutapariket. Riket omfattade nuvarande Zimbabwe och Moçambique. Den moderna staten Zimbabwe har tagit sitt namn från denna stad. Här fann man även nationalsymbolen Zimbabwefågeln.
Staden byggdes och beboddes av shonafolket mellan 300-talet och 1400-talet, och var den första riktiga staden i södra Afrika. Dess ruiner är även de största i Afrika söder om Sahara. Som mest antas staden ha haft omkring 18 000 invånare och omfattar 7 km². i ruinområdets tre arkitektoniska grupper, kallade Kullområdet (Hill Complex), Dalområdet (Valley Complex) och det välkända Stora borgområdet (Great Enclosure). Man har än så länge funnit över 300 byggnader bara i Stora borgområdet.
Staden var ett betydande handelscentrum. Ingen vet varför platsen så småningom övergavs. Kanske var det torka, sjukdomar eller helt enkelt att gruvorna inte längre gav lika mycket silver som de tidigare gjort.

## Europeiska besökare
Köpmän från Portugal var de första utlänningarna som kom till lämningarna av denna forna stad under tidigt 1500-tal. De trodde att de funnit den mytomspunna drottningen av Sabas stad. På 1800-talet blev ruinstaden välkänd för brittiska läsare av James Theodore Bents The Ruins of Mashonaland. Bent, som endast hade arkeologiska erfarenheter från Grekland och Mindre Asien, menade att ruinerna var byggda av fenicier. Man hade på den tiden svårt att tro att de kunnat byggas av folk med ursprung i södra Afrika, utan de måste ha någon koppling till medelhavsområdet eller till något bibliskt. Alla sådana spekulationer kunde dock motbevisas under 1900-talet.

## Galleri

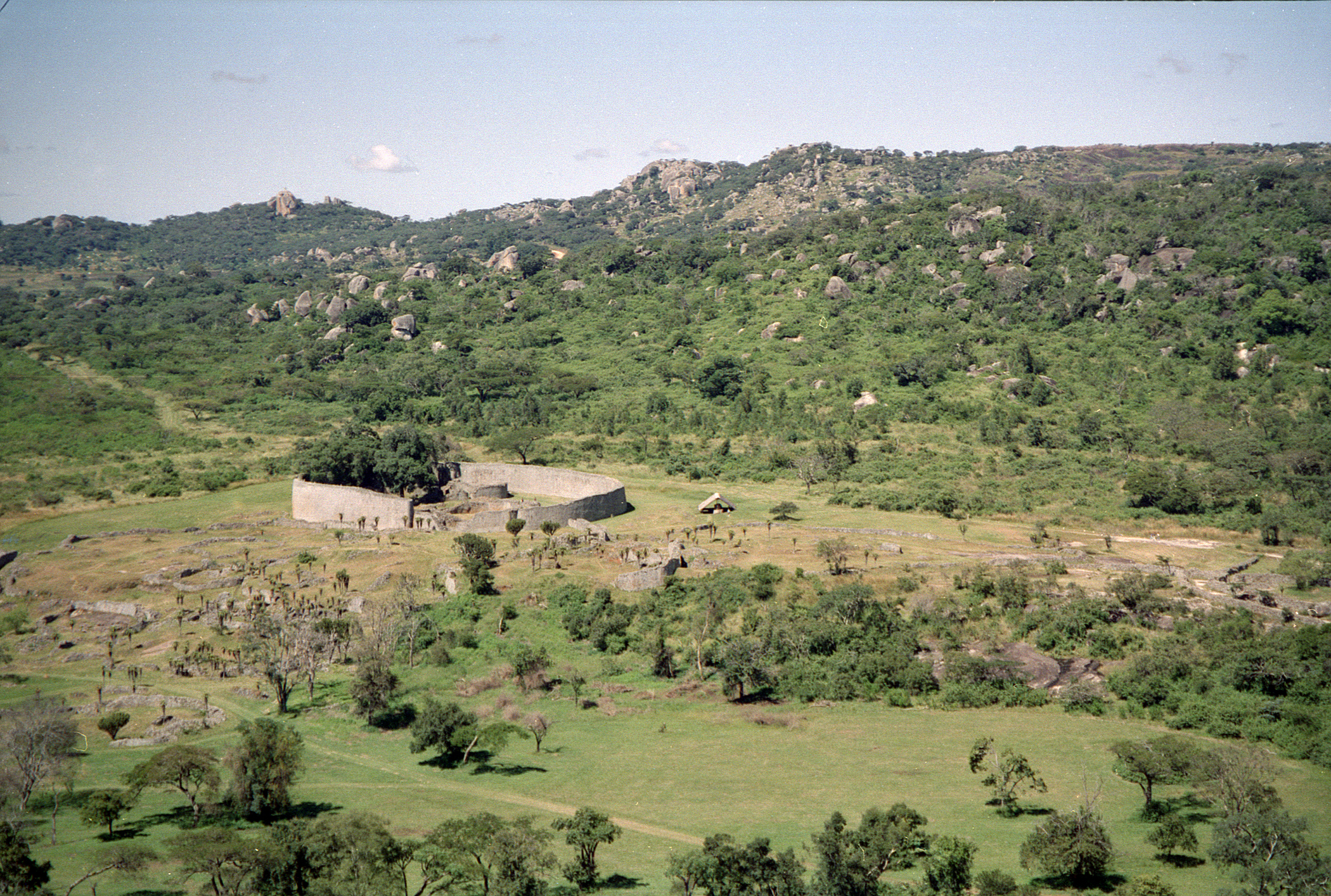
The Great Enclosure.
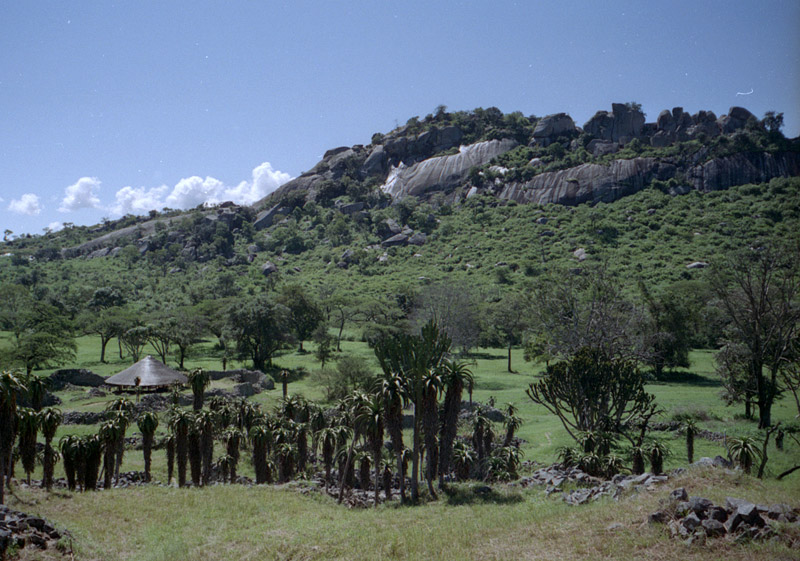
The Hill Complex.